# Coppa Italia Lega Nazionale Pallacanestro 2001-2002
La Coppa Italia Lega Nazionale Pallacanestro 2001-2002 è stata la quinta edizione della manifestazione. La fase finale si è svolta a Teramo, il 27 e 28 marzo 2002.

## Risultati

### Trentaduesimi di finale
Andata: 26 e 27 settembre 2001; ritorno: 29 e 30 settembre 2001.
| Squadra 1                      | Totale  | Squadra 2                    | Andata | Ritorno |
| ------------------------------ | ------- | ---------------------------- | ------ | ------- |
| Junior Casale                  | 147-143 | Monza                        | 77-76  | 70-67   |
| 3B6 Castelletto Ticino         | 134-125 | Prestitempo Asti             | 68-60  | 66-65   |
| Stav Vigevano                  | 176-115 | Genova                       | 89-58  | 87-57   |
| Basket Treviglio               | 153-176 | Saronno                      | 87-99  | 66-77   |
| New Wash Montichiari           | 183-139 | Pallacanestro Como           | 104-69 | 79-70   |
| Basket Lumezzane               | 123-156 | Garda Cartiere Riva          | 67-76  | 56-80   |
| Bassano del Grappa             | a tav.  | Petrarca Padova              | -      | -       |
| Basket Oderzo                  | 133-180 | Patavium Padova              | 65-82  | 68-98   |
| Pallacanestro Pordenone        | 121-168 | Bears Mestre                 | 69-82  | 52-86   |
| Despar Gorizia                 | 153-131 | Ardita Gorizia               | 82-58  | 71-73   |
| Tamoil Soresina                | 170-139 | Pallacanestro Correggio      | 82-66  | 88-73   |
| Castel San Pietro Basket       | 152-164 | Coopcostruttori Argenta      | 76-79  | 76-85   |
| Baltur Cento                   | 202-170 | Pallacanestro Castrocaro     | 103-73 | 99-97   |
| Maser Ozzano                   | 142-119 | Juve Pontedera               | 81-69  | 61-50   |
| Virtus Imola                   | 158-161 | Pistoia                      | 84-79  | 74-82   |
| Pallacanestro Castelfiorentino | 131-148 | Fineco Pallacanestro Livorno | 69-72  | 62-76   |
| VemSistemi Forlì               | 177-160 | Virtus Pesaro                | 100-85 | 77-75   |
| Ancona                         | 155-145 | Libertas Forlì               | 74-74  | 81-71   |
| Gualdo Tadino Basket           | 146-171 | Madras Massa e Cozzile       | 64-77  | 82-94   |
| Grifogest Firenze              | 150-136 | Veroli Basket                | 84-86  | 66-50   |
| Osimo                          | 181-190 | FFAA Roma                    | 96-95  | 85-95   |
| NCH Siena                      | 152-118 | Tiber Roma                   | 85-62  | 67-56   |
| Pall. Cagliari                 | 138-113 | Basket Olbia                 | 83-62  | 55-51   |
| Banco di Sardegna Sassari      | 182-166 | Safisarda Porto Torres       | 102-82 | 80-84   |
| Sanic Teramo                   | 174-131 | Atri                         | 100-73 | 74-58   |
| Latina                         | 152-163 | Falchetti Caserta            | 66-67  | 86-96   |
| Virtus Rieti                   | 174-156 | Matera                       | 94-62  | 80-94   |
| LBL Caserta                    | 176-151 | CUS Bari                     | 96-73  | 80-78   |
| Pallacanestro Nardò            | 113-160 | San Severo                   | 52-77  | 61-83   |
| Confcommercio Patti            | 170-155 | Catanzaro Basket             | 90-75  | 80-80   |
| Città di Cefalù                | 157-117 | Pallacanestro Cocuzza        | 94-59  | 63-58   |
| Marsala Palermo Basket         | 118-163 | Pallacanestro Trapani        | 69-89  | 49-74   |

### Sedicesimi di finale
Andata: 24 e 31 ottobre 2001; ritorno: 31 ottobre e 13 novembre 2001.
| Squadra 1                    | Totale  | Squadra 2                 | Andata | Ritorno |
| ---------------------------- | ------- | ------------------------- | ------ | ------- |
| Junior Casale                | 148-156 | 3B6 Castelletto Ticino    | 83-70  | 65-86   |
| Stav Vigevano                | 162-150 | Saronno                   | 75-72  | 87-78   |
| New Wash Montichiari         | 164-154 | Garda Cartiere Riva       | 80-72  | 84-82   |
| Patavium Padova              | 155-169 | Bassano del Grappa        | 80-93  | 75-76   |
| Bears Mestre                 | 147-164 | Despar Gorizia            | 84-83  | 63-81   |
| Tamoil Soresina              | 178-164 | Coopcostruttori Argenta   | 114-74 | 64-90   |
| Baltur Cento                 | 178-187 | Maser Ozzano              | 104-94 | 74-93   |
| Fineco Pallacanestro Livorno | 188-185 | Pistoia                   | 105-95 | 83-90   |
| VemSistemi Forlì             | 163-138 | Ancona                    | 87-70  | 76-68   |
| Madras Massa e Cozzile       | 130-141 | Grifogest Firenze         | 72-80  | 58-61   |
| FFAA Roma                    | 161-167 | NCH Siena                 | 81-78  | 80-89   |
| Pall. Cagliari               | 127-183 | Banco di Sardegna Sassari | 63-104 | 64-79   |
| Sanic Teramo                 | 176-158 | Falchetti Caserta         | 99-81  | 77-77   |
| Virtus Rieti                 | 168-157 | LBL Caserta               | 88-75  | 80-82   |
| San Severo                   | 94-107  | Confcommercio Patti       | 94-87  | 0-20    |
| Città di Cefalù              | 180-155 | Pallacanestro Trapani     | 87-71  | 93-84   |

### Ottavi di finale
Andata: 27 e 28 novembre 2001; ritorno: 5 e 11 dicembre 2001.
| Squadra 1              | Totale  | Squadra 2                    | Andata | Ritorno |
| ---------------------- | ------- | ---------------------------- | ------ | ------- |
| 3B6 Castelletto Ticino | 131-138 | Stav Vigevano                | 67-67  | 64-71   |
| New Wash Montichiari   | 176-137 | Bassano del Grappa           | 84-54  | 92-83   |
| Despar Gorizia         | 166-150 | Tamoil Soresina              | 81-73  | 85-77   |
| Maser Ozzano           | 151-159 | Fineco Pallacanestro Livorno | 79-71  | 72-88   |
| NCH Siena              | 136-194 | Banco di Sardegna Sassari    | 76-82  | 61-112  |
| VemSistemi Forlì       | 152-146 | Grifogest Firenze            | 68-66  | 84-80   |
| Sanic Teramo           | 173-168 | Virtus Rieti                 | 100-93 | 73-75   |
| Confcommercio Patti    | a tav.  | Città di Cefalù              | -      | -       |

### Quarti di finale
Andata: 19 e 27 dicembre 2001 - 9 gennaio 2002; ritorno: 30 dicembre 2001 - 9 e 16 gennaio 2002.
| Squadra 1        | Totale  | Squadra 2                 | Andata  | Ritorno |
| ---------------- | ------- | ------------------------- | ------- | ------- |
| Sanic Teramo     | 151-144 | Confcommercio Patti       | 85-69   | 66–75   |
| Despar Gorizia   | 161-163 | Maser Ozzano              | 80–81   | 81-82   |
| Stav Vigevano    | 156-172 | New Wash Montichiari      | 77-85   | 79-87   |
| VemSistemi Forlì | 196-210 | Banco di Sardegna Sassari | 109-113 | 87-97   |

### Final-four
Le final-four si sono svolte a Teramo.

#### Semifinali
Data: 27 marzo 2002
| Squadra 1    | Risultato | Squadra 2                 |
| ------------ | --------- | ------------------------- |
| Maser Ozzano | 73-72     | New Wash Montichiari      |
| Sanic Teramo | 74-72     | Banco di Sardegna Sassari |

#### Finale
Data: 28 marzo 2002
| Squadra 1    | Risultato | Squadra 2    |
| ------------ | --------- | ------------ |
| Maser Ozzano | 73-69     | Sanic Teramo |

## Verdetti
- Vincitrice della Coppa Italia: Maser Ozzano

Formazione: Federico Antinori, Matteo Benzi, Simone Cotani, Dario Sigon, Alberto Barbieri, Marco Maran, Luca Palmieri, Massimiliano Boccio, Matteo Urbani, Riccardo Barbieri. Allenatore: Gianni Zappi.